# 3511 Tsvetaeva
3511 Tsvetaeva eller 1982 TC2 är en asteroid i huvudbältet som upptäcktes den 14 oktober 1982 av den rysk-sovjetiska astronomen Ljudmila Karatjkina och den rysk-sovjetiska och ukrainsk astronomen Ljudmila Zjuravljova vid Krims astrofysiska observatorium på Krim. Den har fått sitt namn efter den ryska poeten Marina Tsvetajeva.